# Melide (Suíça)
Melide é uma comuna da Suíça, no Cantão Tessino, com cerca de 1 556 habitantes. Estende-se por uma área de 1,64 km², de densidade populacional de 949 hab/km². Confina com as seguintes comunas: Bissone, Brusino Arsizio, Campione d'Italia (IT-CO), Carona, Lugano.
A língua oficial nesta comuna é o italiano.